# Far Cry 3: Blood Dragon
Far Cry 3: Blood Dragon – gra akcji, która została wydana 1 maja 2013 roku przez Ubisoft na platformy Xbox 360, PlayStation 3 i Microsoft Windows. Jest to samodzielny dodatek do Far Cry 3. Gracz steruje cyborgiem o imieniu Rex Power Colt. Zostaje on wysłany na wyspę w celu zabicia dowódcy wojsk Omega Force.
Początkowo produkowany jako DLC, Blood Dragon ewoluował do samodzielnego dodatku. Na miesiąc przed premierą nastąpił wyciek produktu do internetu. Gra zyskała pozytywne oceny w mediach. Recenzenci chwalili ścieżkę dźwiękową i powrót do lat 80. Krytykowano natomiast krótką kampanię i małą liczbę zadań pobocznych. Łącznie sprzedano ponad milion kopii produktu.

## Fabuła
Akcja gry toczy się w dystopijnym świecie w roku 2007, gdzie miała miejsce wojna nuklearna. Rex i Spider są amerykańskimi żołnierzami, którzy mają wszczepione implanty i części mechaniczne. Obaj zostają wysłani na nienazwaną wyspę w celu odnalezienia byłego agenta Sloana. Gdy go odnajdują, Sloan zabija Spidera i powala Rexa.
Rexa budzi dr Darling, asystentka Sloana. Razem postanawiają powstrzymać agenta przed zniszczeniem świata. Po odbiciu kilku baz z rąk wroga, Rex przenosi się w równoległy wymiar, gdzie musi pokonać armię nieumarłych. Po zrobieniu tego dostaje tzw. Killstar, nową broń przy użyciu której jest w stanie zabić Sloana.
Gdy Rex odnajduje swojego wroga okazuje się, że Sloan wcześniej go przeprogramował i Rex nie może go teraz zabić. W tym momencie Rex wspomina rozmowy z dr Darling i Spiderem. Przypomina sobie, że ma duszę i zabija Sloana.

## Rozgrywka
Rozgrywka Far Cry 3: Blood Dragon stanowi parodię lat 80. XX wieku, przerysowując takie elementy jak błyszczące neony czy lasery. Gracz steruje cyborgiem Rexem z perspektywy pierwszej osoby. Porusza się on po fikcyjnej wyspie, gdzie istnieje możliwość jazdy samochodem i teleportacji do odkrytych wcześniej miejsc. Wszystkie obszary są patrolowane przez grupy wrogich żołnierzy. Po ich zabiciu można zabrać im pieniądze i wykroić serca. Można także spotkać dzikie zwierzęta takie jak tygrysy czy dziki. Poza główną linią fabularną dostępne są także zadania poboczne takie jak uratowanie zakładnika. Na wyspie występują też dinozaury (tytułowe „blood dragony”) strzelające laserami. Kolor ich skóry zmienia się w zależności od nastawienia wobec gracza. Używając wcześniej znalezionych serc jako wabika można zmusić dinozaury do atakowania innych osób.
Bohater może mieć jednocześnie przy sobie cztery różne rodzaje broni. Podczas walki postać może zabić przeciwników podchodząc do nich od tyłu, żeby nie wzbudzić podejrzeń innych osób w pobliżu. Możliwe jest także rzucenie kostki k20 w celu odwrócenia ich uwagi. Za wykonywanie zadań gracz dostaje punkty doświadczenia i pieniądze. W przejętych garnizonach możliwe jest kupowanie ulepszeń do wcześniej odblokowanych broni. Używając cybernetycznego oka, Rex potrafi przeskanować obszar wokół siebie, dzięki czemu pobliskie jednostki wyświetlają się na minimapie.

## Produkcja
Throughout the whole production, we made some of the worst decisions you could make, to be honest.

Za produkcję gry odpowiada kanadyjskie studio Ubisoft Montreal. Far Cry 3: Blood Dragon początkowo miał przyjąć formę DLC do Far Cry 3. We wczesnej fazie produkcji dyrektor kreatywny Dean Evans skontaktował się z australijskim duetem Power Glove w celu nagrania ścieżki dźwiękowej. W jednym z wywiadów określił, że bardzo ważnym elementem produkcji jest to, żeby każdy pracownik rozumiał zamysł projektu. W tym celu Dean rozdał innym figurki He-Mana, a grupa projektantów analizowała wygląd pudełek starszych produkcji na konsolę Sega Mega Drive. Skomentował także, że w momencie wycieku gry bał się głównie o to, czy jest to aktualne wydanie. Gdy okazało się, że wyciekła najnowsza wersja, a gracze zaczynają dyskutować o grze, Dean odczuł ulgę i uwierzył w sukces projektu. Wiele nazw lokacji czy broni odnosi się bezpośrednio do filmów z lat 80. takich jak Terminator, czy RoboCop. W trakcie prac zespół projektantów zwiększył się z 25 do 80 osób. Z powodu zbliżającej się daty premiery i braku czasu na dopracowanie wycięto z gry kilka broni.
Gra została zapowiedziana 1 kwietnia 2013 roku, co zostało odebrane przez niektórych jako żart. 6 kwietnia brazylijska strona ratingowa podała tytuł gry, jak i konsole na jakich się ukaże. Produkcja wyciekła do internetu 7 kwietnia z powodu błędu na stronie Uplay. 16 kwietnia pokazano zwiastun typu live action o tytule Blood Dragon: The Cyber War. Oficjalna premiera miała miejsce 1 maja 2013. Na oficjalnej stronie znajduje się fikcyjny sklep, gdzie można kupić piłę mechaniczną, stek lub kasety. Za ścieżkę dźwiękową odpowiedzialny jest duet muzyczny Power Glove pochodzący z Melbourne. Okładkę do cyfrowej wersji zaprojektował James White wcześniej pracujący nad Drive. W 2016 roku Ubisoft wydał crossover Trials of the Blood Dragon, który łączy Blood Dragona z serią Trials.
Lista utworów:
| Far Cry 3: Blood Dragon (Original Soundtrack) | Far Cry 3: Blood Dragon (Original Soundtrack) | Far Cry 3: Blood Dragon (Original Soundtrack) |
| Nr                                            | Tytuł utworu                                  | Długość                                       |
| --------------------------------------------- | --------------------------------------------- | --------------------------------------------- |
| 1.                                            | „Rex Colt”                                    | 0:54                                          |
| 2.                                            | „Get Used to It”                              | 1:47                                          |
| 3.                                            | „Blood Dragon Theme”                          | 3:04                                          |
| 4.                                            | „Helo-73”                                     | 1:16                                          |
| 5.                                            | „Warzone”                                     | 2:36                                          |
| 6.                                            | „Moment of Calm”                              | 3:33                                          |
| 7.                                            | „Dr Elizabeth Darling”                        | 2:49                                          |
| 8.                                            | „Power Core”                                  | 2:06                                          |
| 9.                                            | „Protektor”                                   | 1:03                                          |
| 10.                                           | „Sloan”                                       | 3:19                                          |
| 11.                                           | „Sloan’s Assault”                             | 3:30                                          |
| 12.                                           | „Blood Scope”                                 | 0:59                                          |
| 13.                                           | „Combat I”                                    | 1:23                                          |
| 14.                                           | „Combat II”                                   | 1:29                                          |
| 15.                                           | „Combat III”                                  | 1:40                                          |
| 16.                                           | „Katana”                                      | 2:25                                          |
| 17.                                           | „Omega Force”                                 | 3:43                                          |
| 18.                                           | „Nest”                                        | 3:14                                          |
| 19.                                           | „Rex’s Escape”                                | 1:58                                          |
| 20.                                           | „Love Theme”                                  | 3:19                                          |
| 21.                                           | „Sleeping Dragon”                             | 2:59                                          |
| 22.                                           | „Warcry”                                      | 2:23                                          |
| 23.                                           | „Cyber Commando”                              | 2:11                                          |
| 24.                                           | „Death of a Cyborg”                           | 2:19                                          |
| 25.                                           | „Resurrection”                                | 3:37                                          |
| 26.                                           | „Blood Dragon Theme (Reprise)”                | 2:51                                          |
|                                               |                                               | 1:02:27                                       |

## Odbiór
Far Cry 3: Blood Dragon został pozytywnie przyjęty przez recenzentów uzyskując średnią z ocen wynoszącą 81/100 punktów w serwisie Metacritic. Krytycy pozytywnie ocenili oryginalny pomysł na grę, a także użyty w niej humor.
Mitch Dyer z IGN napisał, że gracze powinni być szczęśliwi, że Far Cry 3: Blood Dragon w ogóle powstał. Jego zdaniem jest to zwariowany i śmieszny shooter. Z drugiej strony uznał, że poziom rozgrywki jest zbyt prosty, a elementy skradania występują zbyt rzadko. Mitch Dyer dobrze ocenił cutscenki wykonane w starym 16-bitowym stylu. Kevin VanOrd z GameSpotu uznał, że misje w grze są dobrze wykonane i nagradzają skradanie się gracza. Pochwalił także liczne odwołania do popkultury z lat 80. Grzegorz Bobrek stwierdził, że „Ścieżka cyborga jest wyryta w kamieniu i można ją prześledzić w menu gry od samego początku przygody. Cały urok (i problem) Blood Dragona w tym, że gra wygląda przez to jak sklecona naprędce totalna konwersja, przygotowana przez niezbyt utalentowany zespół”. Skrytykował także monotonną eksplorację wyspy i konstrukcję wykonywanych zadań.
Dan Whitehead z serwisu Eurogamer napisał, że Blood Dragon łączy wszystkie najlepsze rzeczy z Far Cry 3, dodaje element absurdu i zawiera wiele dobrych żartów podobnych do tych z serii Duke Nukem. Zauważył też, że skradanie się zmusza gracza do bycia kreatywnym i większej eksploracji terenu. Matt Bertz z czasopisma „Game Informer” uznał główny wątek fabularny za krótki, a zadania poboczne za nudne i powtarzające się. Jednocześnie podkreślił przyjemność ze zdobywania nowych broni.
Michael Biehn, aktor, który użyczył głosu głównemu bohaterowi ujawnił, że sprzedaż gry pięciokrotnie przekroczyła oczekiwania twórców. Dwa miesiące po premierzy Far Cry 3: Blood Dragon, Ubisoft poinformował, że sprzedano ponad 500 000 egzemplarzy z grą. We wrześniu 2013 roku poinformowano o sprzedaży ponad miliona egzemplarzy. Gra otrzymała nagrodę „Najlepszy dodatek” na gali Spike VGX 2013, a magazyn „Game Informer” zamieścił ją na liście 50 najlepszych gier 2013 roku.